# Acer pilosum
Acer pilosum är en kinesträdsväxtart som beskrevs av Carl Maximowicz. Acer pilosum ingår i släktet lönnar, och familjen kinesträdsväxter. Utöver nominatformen finns också underarten A. p. stenolobum.